# Ría del Barquero
La ría del Barquero (en gallego y oficialmente ría do Barqueiro) es una ría del mar Cantábrico, en la península ibérica, que hace de límite entre las provincias españolas de La Coruña y Lugo. Forma parte de las Rías Altas.

## Descripción
Está formada por la desembocadura del río Sor y es una de las rías más pequeñas de Galicia. Sus aguas bañan los municipios de Mañón, en la provincia de La Coruña, y de Vicedo, en la de Lugo, así como los pequeños puertos pesqueros de Puerto de Bares y Puerto del Barquero. Limita al oeste con la península de Estaca de Bares, que marca el límite occidental del Mar Cantábrico y donde empieza el océano Atlántico, y al este con el municipio de Vicedo y su isla Coelleira.
Le da su nombre el puerto del Barquero, llamado así porque hasta que se inaugurase el puente metálico del Barquero en 1901 sólo se podía cruzar la ría hasta Vicedo en la barca de un barquero. Más adelante mejoró el tráfico entre ambas orillas de la ría con la construcción de otros dos puentes en el mismo lugar: el puente ferroviario de la línea Ferrol-Gijón en la década de 1960, y el nuevo puente de la carretera provincial AC-862 en los años 1980.
La ría ofrece numerosas playas como la de Bares y la de Vilela en Mañón, o las de Arealonga, Caolín, Vidreiro y Xilloi en Vicedo.

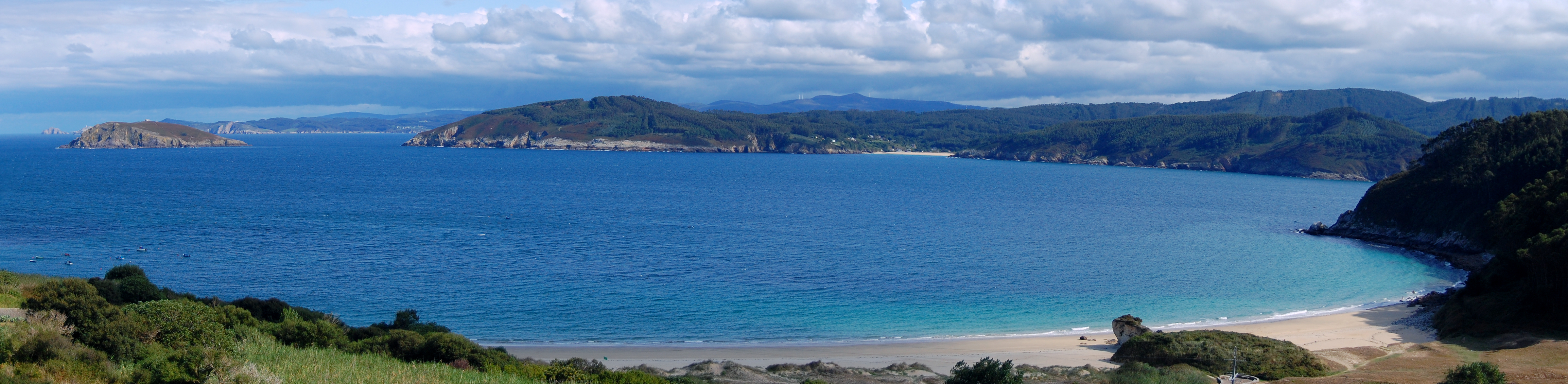
Ría del Barquero vista desde la parroquia de Bares, en Mañón.

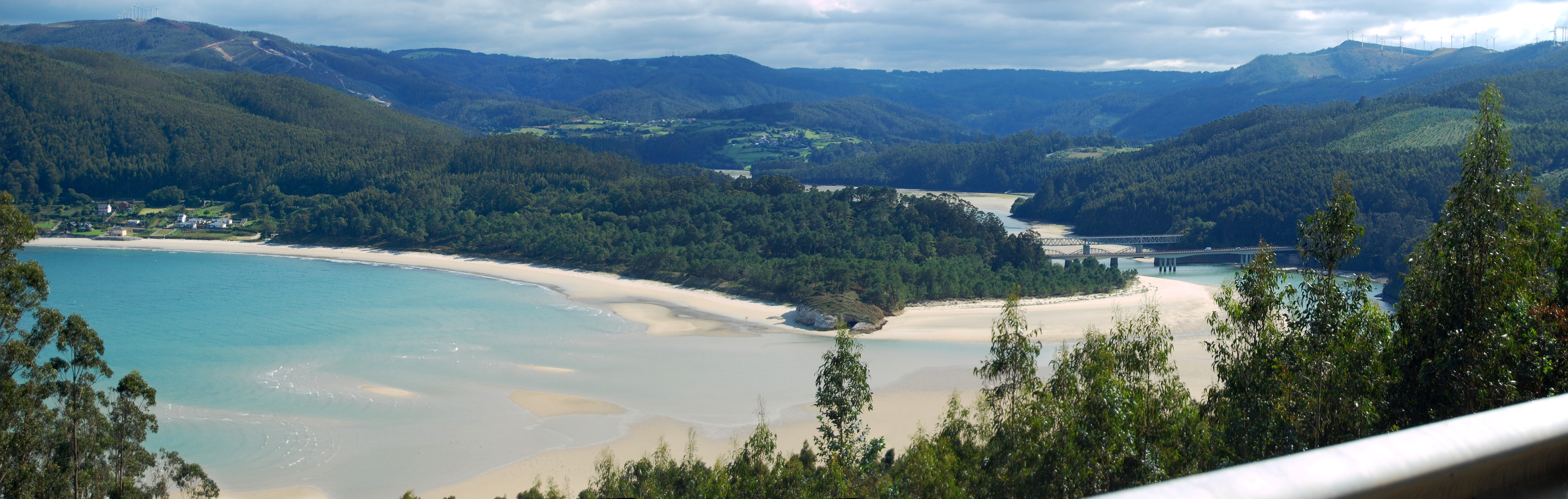
Desembocadura del río Sor en la ría del Barquero, con Vicedo al fondo.